# Nadragulya
A nadragulya vagy maszlagos nadragulya (Atropa belladonna) hazánkban leginkább a bükkös vágásterületeken jelenik meg, cserje nagyságú, de lágyszárú évelő. A mérsékelt öv egyik legmérgezőbb növénye. Nemzetségének a típusfaja.
Népies nevei: álomhozófű, farkasbogyó, farkascseresznye, mérges cseresznye, bolondítófű, szép asszony füve, veszett fű, ördögfű.
A tropán-vázas alkaloidokat (atropint, L-hioszciamint és belladonint) legnagyobb mennyiségben a bogyó tartalmazza és ezért súlyosan mérgező. A levél virágzás idején, napos, nyári időben, a gyökér 2-3 éves korában, ősszel vagy tavasszal tartalmazza a legtöbb hatóanyagot.
Az összalkaloidok háromnegyedét az L-hioszciamin teszi ki, amely a szárítás során Atropinná alakul, emellett kisebb mennyiségben belladonnin és nyomokban szkopolamin, apoatropin, kuszkohigrin, metilpirrolidin, tropin is előfordul benne.
Atropintartalma miatt a növény kivonata pupillatágító hatású, ezért a középkorban – főleg az olasz nők – előszeretettel alkalmazták „szépítőszerként” a növény forrázatát szemcseppként alkalmazva. A Magyar néprajzi lexikon szerint a „szépasszony”: a magyar népi hitvilág hol jó-, hol rosszindulatú, természetfeletti lénye, aki a boszorkány, illetve a tündér bizonyos vonásaival egyaránt rendelkezik. Eufemisztikus (szépítő) nevet visel. Magyarán a szépasszony füvének/boszorkányfűnek lehetne fordítani (a szépasszony mint boszorkány nemcsak Magyarországon, hanem európai kultúrkörben is elterjedt kifejezés volt). A szemészetben ma is alkalmaznak atropintartalmú szemcseppeket pupillatágításra bizonyos vizsgálatokhoz.  
Nevét gyakran „nadrágujjas emberkének” ferdítik, és emiatt összekeverik rokonával, az ugyancsak a burgonyafélék közé tartozó mandragórával, aminek gyökere emberke alakú.

## Előfordulása
A nadragulya Európában, Ázsia nyugati részén és Afrika északnyugati részein őshonos. Indiában, Pakisztánban, az Amerikai Egyesült Államokban és Brazíliában termesztik. Magyarországon többek közt a Gödöllői-dombság területén él.

## Megjelenése
A nadragulya 50–100 cm magas, gazdagon elágazó szárú, évelő növény. Tojás alakú, ép szélű, nyélre futó levelei körülbelül 15 cm hosszúak. A virágok egyesével fejlődnek a levélhónaljakban, harang alakú, 2–3,5 cm-es pártájuk kívül barnás ibolyaszínű, belül sárgászöld. Termése fényes fekete bogyó.

## Életmódja
A maszlagos nadragulya nyirkos lomb- és elegyes erdők lakója. A virágzási ideje június-augusztus között van. Bogyói erősen mérgezők, gyermekeknél 3-4 db elfogyasztása halálos lehet.

## Képek

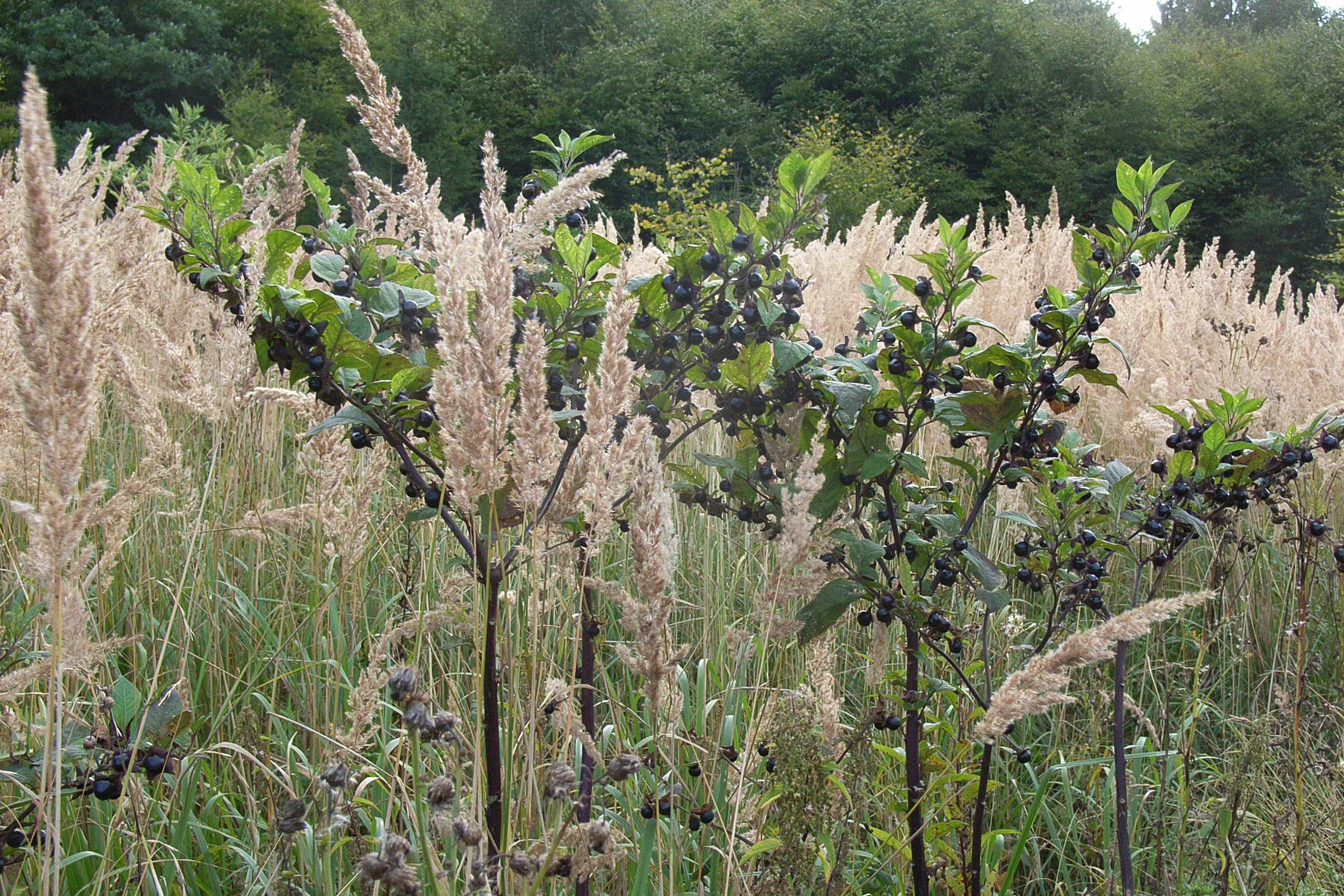
A növény
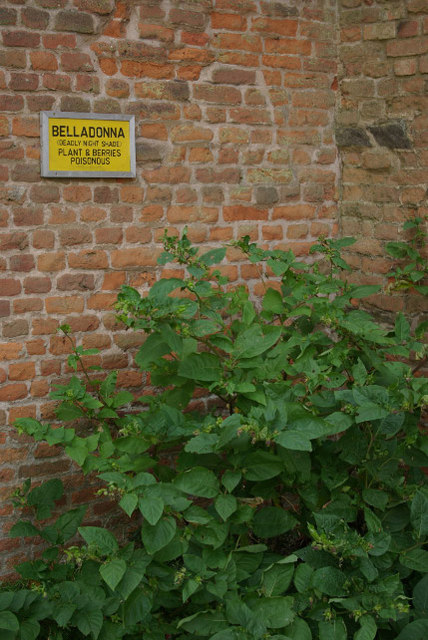
Bradgate Park, Charnwood Forest, Leicestershire
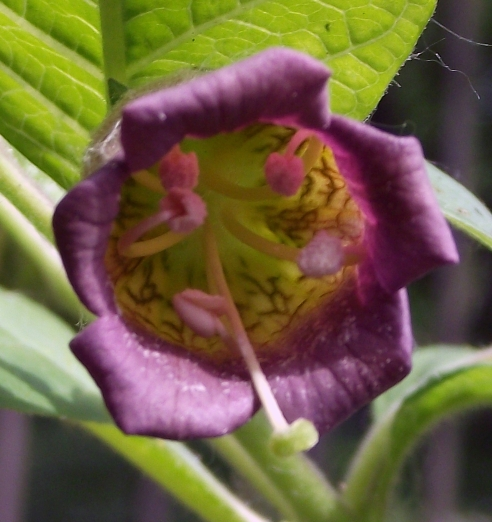
Virága
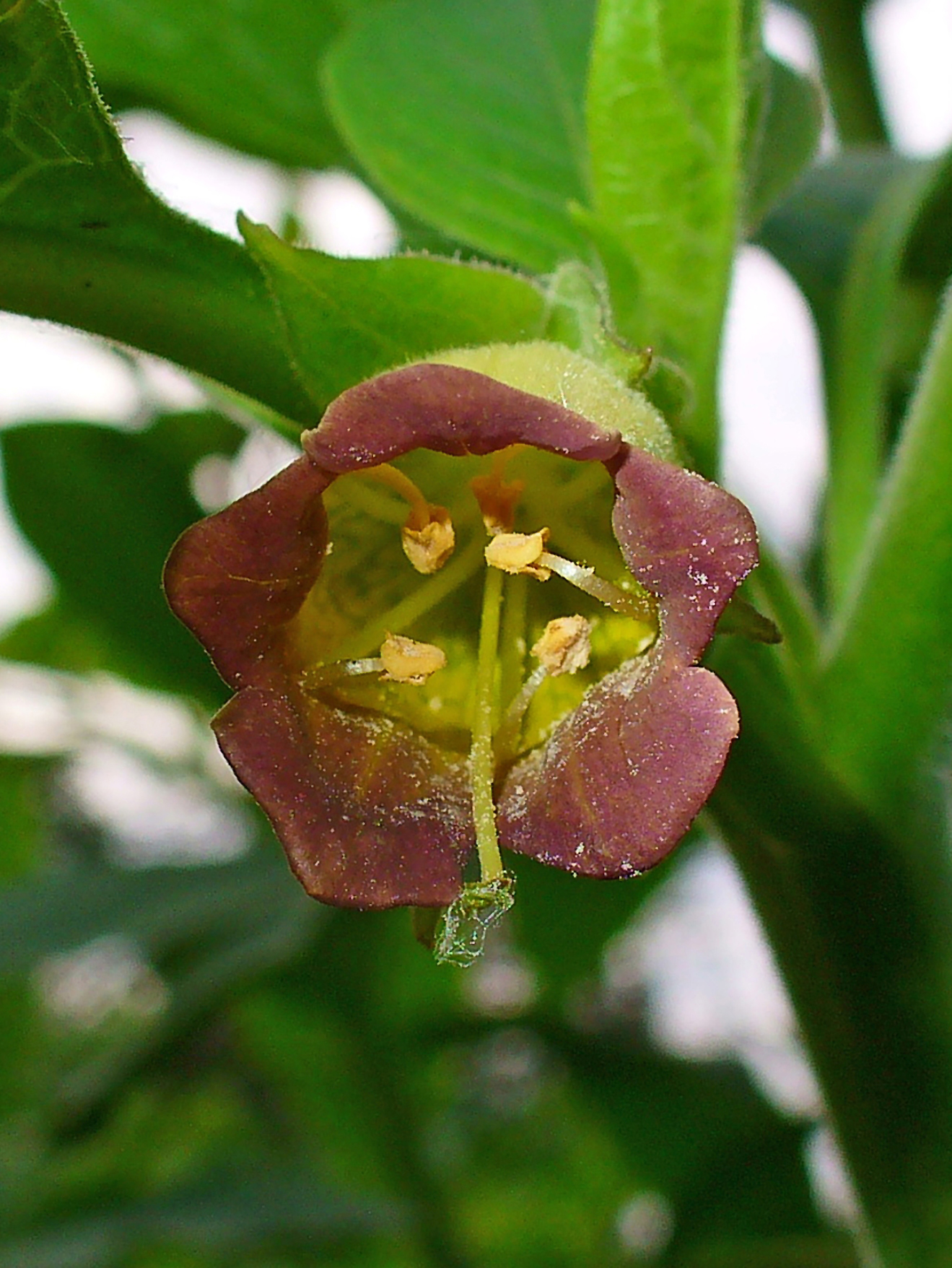
Karlsruher Institut für Technologie, Karlsruhe
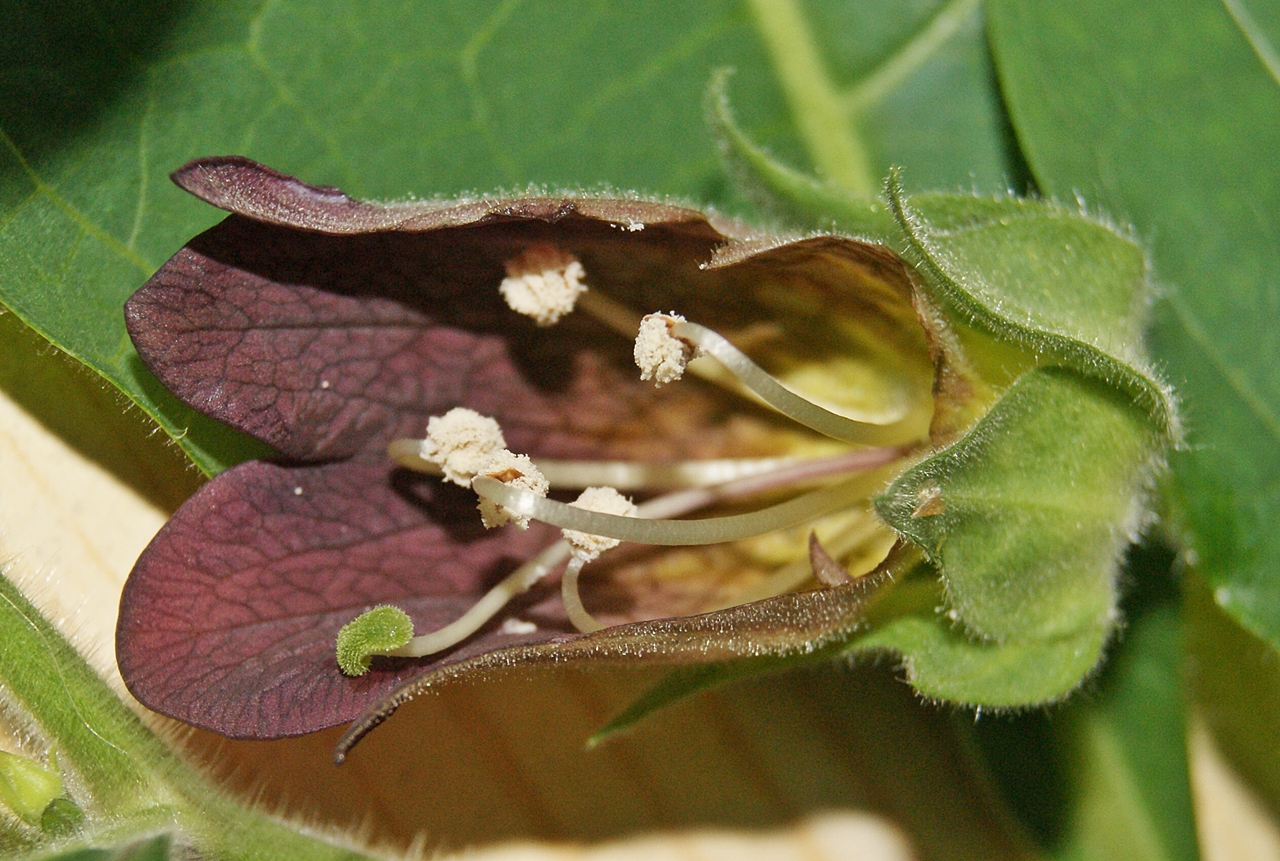
A virág keresztmetszete
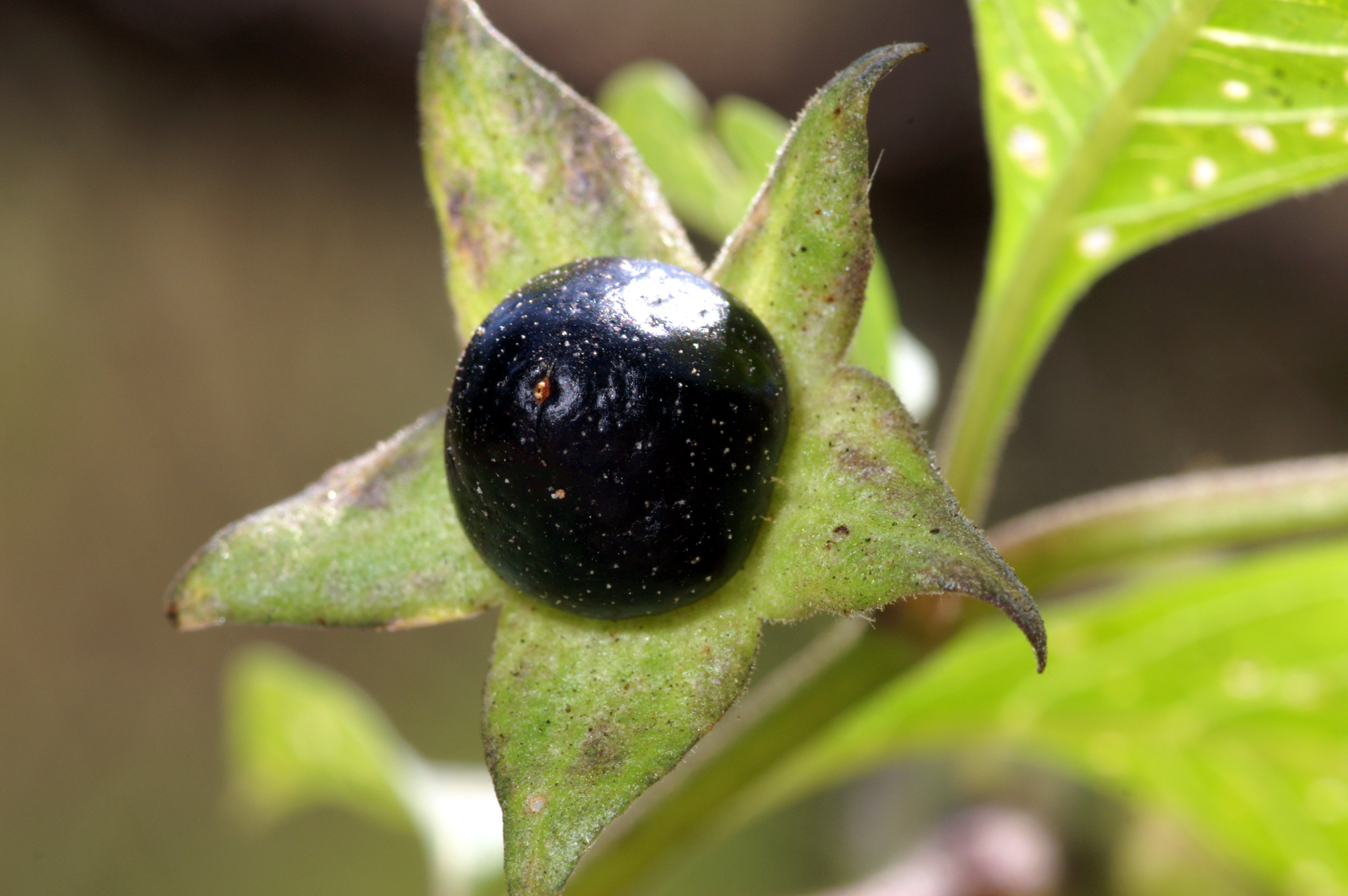
Mérgező termése
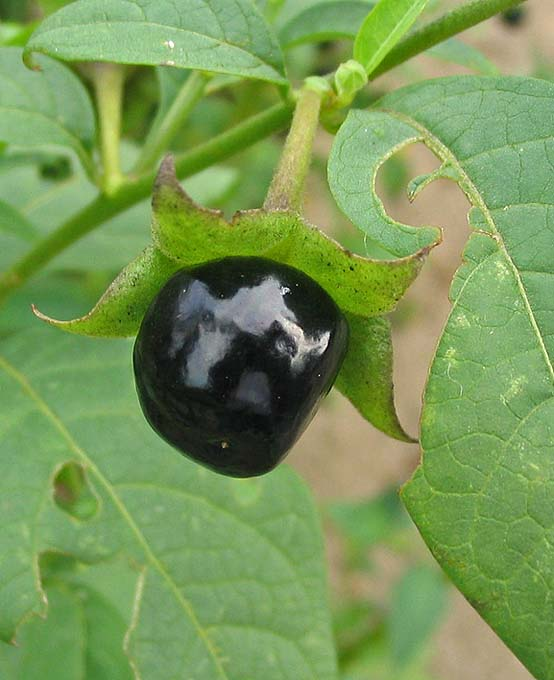
Nationale Plantentuin van België, Meise
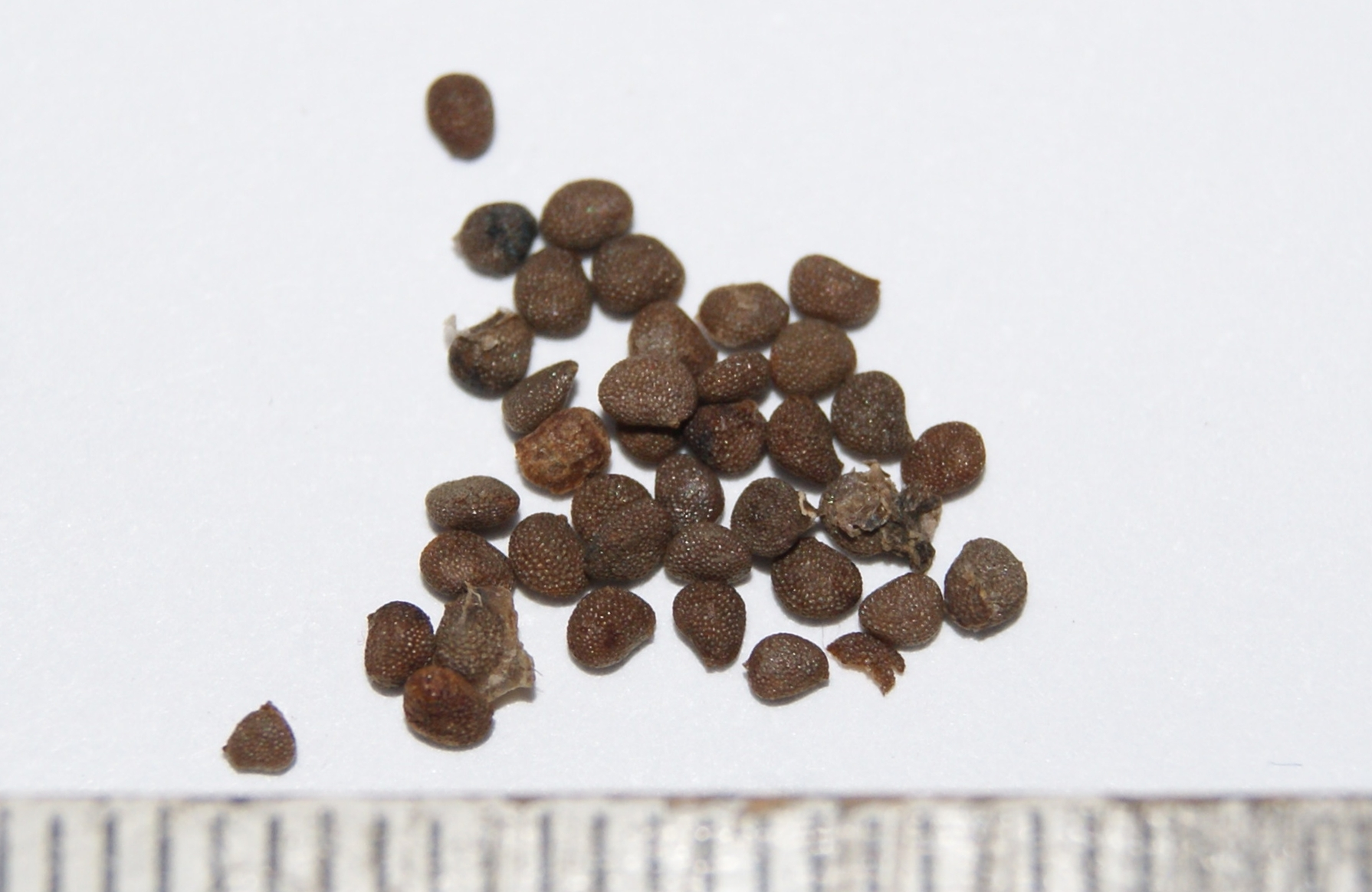
Magvai
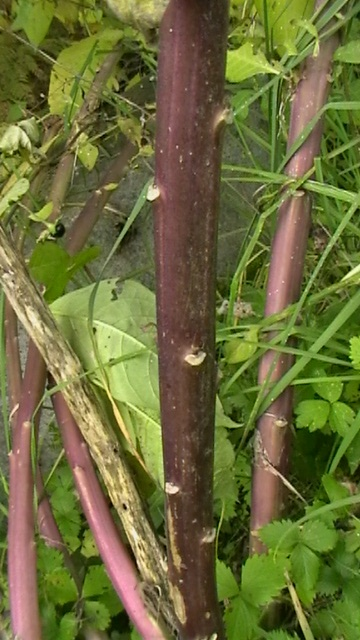
Szára
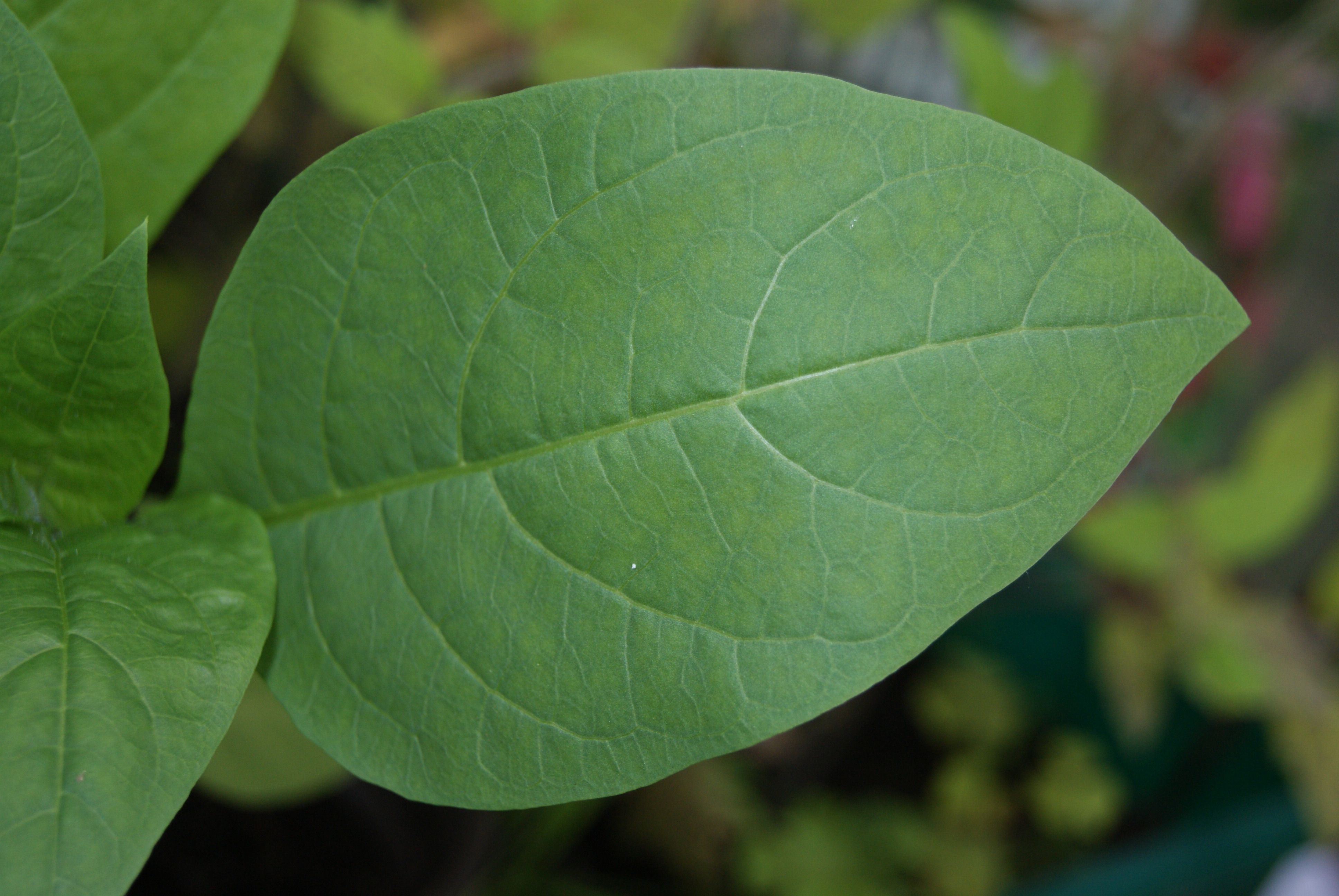
Levele
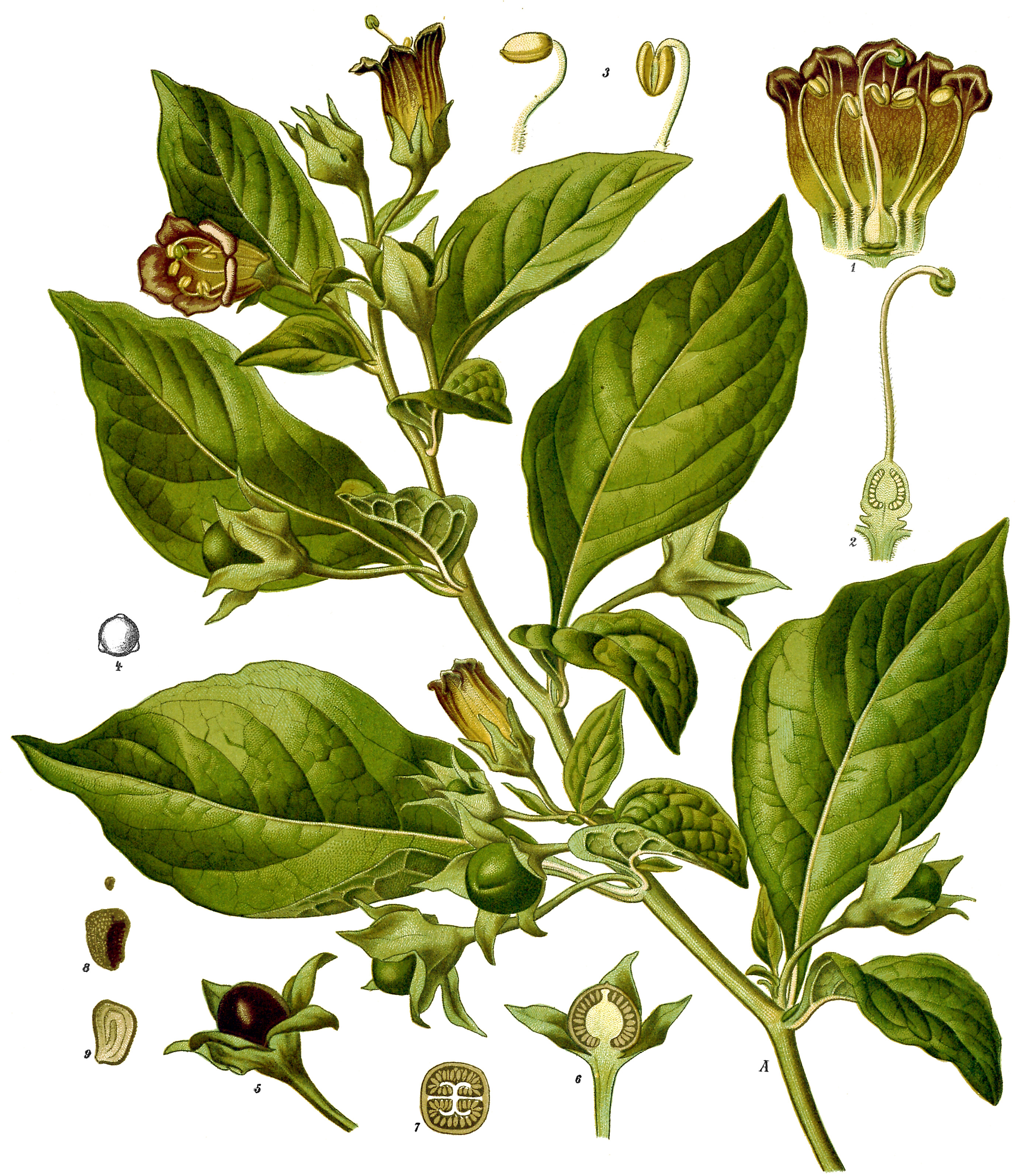
Rajzok a növényről
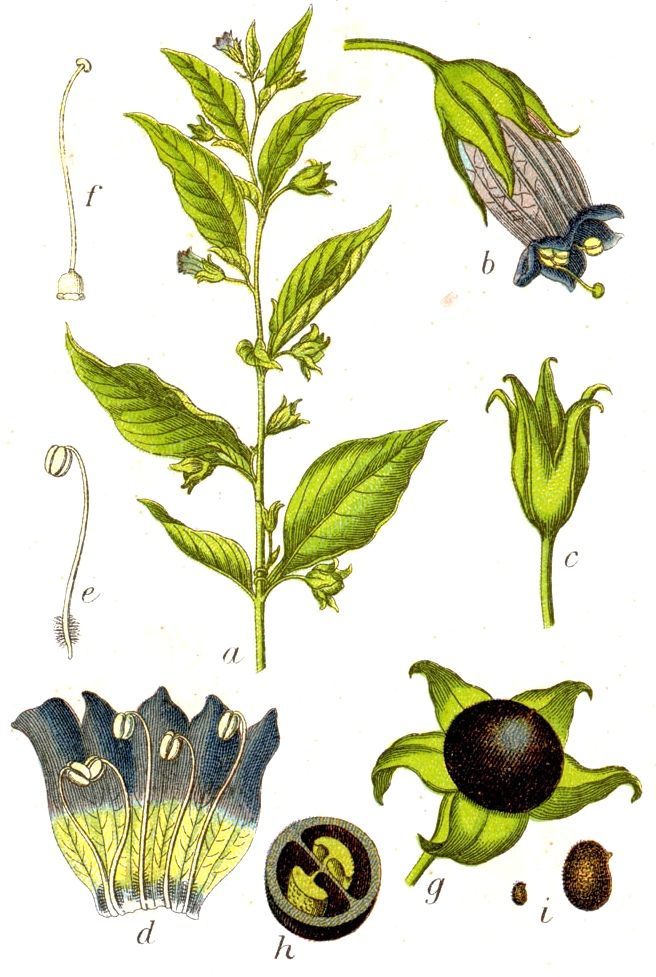